# Friedrich Lienhoop
Friedrich Lienhoop (* 2. Juli 1908 in Bremen; † 9. Januar 1995 in Bremen) war ein deutscher Arzt und Politiker (FDP) sowie Mitglied der Bremer Bürgerschaft.

## Biografie
Lienhoop absolvierte das Studium der Medizin an der  Universität Freiburg, der Universität Kiel, der Universität Wien und der Universität Hamburg. An der Hamburger Universität legte er 1933 das Medizinische Staatsexamen ab, 1936 wurde er dort mit dem Thema Über Neben- und Nachwirkungen bei Lumbalanästhesie zum Dr. med. promoviert. Nach der Erteilung der Approbation trat er 1935 in den Dienst der Kriegsmarine ein. Seine ersten praktischen Erfahrungen als Arzt sammelte er in Lazaretten. Während des Zweiten Weltkrieges wurde er als Marinestabsarzt auf dem Hilfskreuzer Kormoran eingesetzt. Nachdem das Schiff 1941 im Atlantik durch den Leichten Kreuzer Sydney versenkt wurde, geriet er in australische Kriegsgefangenschaft.
1947, nach der Rückkehr aus der Gefangenschaft, ließ sich Lienhoop als praktischer Arzt mit eigener Praxis, die er bis zu seinem Eintritt in den Ruhestand im März 1983 betrieb, im Westen von Bremen nieder. Neben seiner beruflichen Tätigkeit war er zunächst Vizepräsident und von 1971 bis 1975 dann Präsident der Ärztekammer Bremen. Von 1967 bis 1971 war er Vorsitzender des Verwaltungsausschusses und von 1977 bis 1980 Vorsitzender des Aufsichtsausschusses des Versorgungswerkes der Ärztekammer. Parallel dazu engagierte er sich für den Hartmannbund, dessen Landesverband er in Bremen mitgründete und dem er von 1949 bis 1967 sowie erneut von 1977 bis 1982 als Vorsitzender vorstand. Zuletzt war er Ehrenvorsitzender des Bremer Hartmannbundes und Altpräsident der Ärztekammer Bremen.

### Politik
Lienhoop trat 1955 in die FDP ein. Im gleichen Jahr wurde er Mitglied der Gesundheitsdeputation. Bei der Bundestagswahl September 1965 kandidierte er für den Bundestag, erlangte jedoch kein Mandat. Zwei Jahre später wurde er bei der Bürgerschaftswahl  Oktober 1967 als Abgeordneter in die Bremische Bürgerschaft gewählt, der er bis 1971 angehörte.

## Ehrungen
- 1984: Gerhard-Jungmann-Medaille des Hartmannbundes[4]